# نظام سوسیالیستی فدرال شوروی
دولت اتحاد شوروی، دولت شوروی یا به‌طور رسمی دولت کل اتحادیه اتحاد جماهیر شوروی سوسیالیستی (به روسی: Правительство СССР) ارگان اجرایی و اداری دولت در اتحاد جماهیر شوروی سابق بود. این نهاد از ۱۹۲۳ تا ۱۹۴۶ شورای کمیسارهای خلق، از ۱۹۴۶ تا ۱۹۹۱ شورای وزیران، از ژانویه تا اوت ۱۹۹۱ کابینه وزیران، از اوت تا دسامبر ۱۹۹۱ کمیته مدیریت عملیاتی اقتصاد ملی و در دوران حاکمیت ژوزف استالین با عنوان دولت کارگران و کشاورزان اتحاد شوروی شناخته می‌شد.
دولت توسط یک رئیس رهبری می‌شد که ناظران خارجی معمولاً از آن به‌عنوان «نخست‌وزیر» یاد می‌کردند. رئیس توسط کمیته مرکزی حزب کمونیست اتحاد جماهیر شوروی نامزد می‌شد و توسط نمایندگان در اولین جلسه عمومی تازه منتخب شورای عالی اتحاد جماهیر شوروی انتخاب می‌گشت. برخی از دولت‌ها به‌مثابه دولت اول نیکلای ریژکوف بیش از ۱۰۰ وزیر دولتی داشتند که به‌عنوان معاون اول نخست‌وزیر، معاونان نخست‌وزیر، وزیران دولت یا رؤسای کمیته‌ها و کمیسیون‌های دولتی خدمت می‌کردند «که دولت اول نیکولای ریژکوف، بزرگترین دولت در کل تاریخ اتحاد جماهیر شوروی بود». آن‌ها توسط نخست‌وزیر انتخاب و توسط شورای عالی تأیید می‌شدند. دولت اتحاد جماهیر شوروی قدرت اجرایی خود را مطابق با قانون اساسی اتحاد جماهیر شوروی و قوانین مصوب شورای عالی اعمال می‌کرد. اولین دولت به رهبری ولادیمیر لنین و آخرین دولت به رهبری والنتین پاولوف بود.
پس از معاهده تأسیس اتحاد جماهیر شوروی در سال ۱۹۲۲، جمهوری سوسیالیستی فدراتیو روسیه شوروی، جمهوری سوسیالیستی اوکراین شوروی، جمهوری سوسیالیستی بلاروس شوروی و جمهوری فدراتیو سوسیالیستی قفقاز جنوبی شوروی اتحادیه جماهیر شوروی سوسیالیستی را تأسیس کردند. این معاهده دولت را تأسیس کرد که بعداً با تصویب اولین قانون اساسی شوروی در سال ۱۹۲۴ مشروعیت یافت. قانون اساسی ۱۹۲۴ دولت را مسئول کنگره شوراهای اتحاد جماهیر شوروی کرد. در سال ۱۹۳۶ با تصویب قانون اساسی جدید، نظام دولتی اصلاح شد. مصوبه جدید کنگره شوراها را لغو و شورای عالی اتحاد جماهیر شوروی را جایگزین آن کرد. در اولین جلسه عمومی شورای عالی دوم در سال ۱۹۴۶، دولت به شورای وزیران تغییر نام داد. با تصویب قانون اساسی ۱۹۷۷ تغییرات جزئی ایجاد شد. نوزدهمین کنفرانس اتحادیه کل حزب کمونیست اتحاد جماهیر شوروی به اصلاح قانون اساسی رأی مثبت داد. این امر امکان برگزاری انتخابات چند کاندیدایی را فراهم و کنگره نمایندگان خلق را تأسیس نمود. این اصلاحات کنترل حزب بر شورای عالی را تضعیف کرد. بعدها در ۲۰ مارس ۱۹۹۱، شورای عالی به پیشنهاد میخائیل گورباچف، قانون اساسی را برای ایجاد یک نظام نیمه‌ریاستی که اساساً تلفیقی از سبک حکومت آمریکایی و فرانسوی بود، اصلاح کرد. شورای وزیران لغو و کابینه وزیران که مسئولیت ریاست‌جمهوری اتحاد جماهیر شوروی را بر عهده داشت جایگزین شد. رئیس کابینه وزیران نخست‌وزیر اتحاد جماهیر شوروی بود. پس از کودتای ۱۹۹۱ شوروی که نخست‌وزیر والنتین پاولوف در آن شرکت داشت، دولت مجبور به استعفا شد. دولت شوروی به جای خود کمیته‌ای گذرا به ریاست سیلایف ایجاد کرد تا وظایف اساسی دولتی را تا زمان تعیین کابینه جدید اداره کند. در ۲۶ دسامبر ۱۹۹۱ شورای عالی اتحادیه را منحل کرد و در نتیجه دولت اتحاد جماهیر شوروی برای همیشه تعطیل شد.

## ریشه‌شناسی
نام شورای کمیسارهای خلق برای تمایز دولت شوروی از همتایان بورژوازی خود به‌ویژه سلف تزاری آن، شورای وزیران انتخاب شد.با این حال، محقق درک واتسون بیان می‌کند که «اصطلاح «کمیسار» با «وزیر» قابل تعویض تلقی می‌شد و به نظر می‌رسید که تردیدی وجود ندارد رهبران بلشویک به‌معنای «وزیر» باشند. ژوزف استالین در مارس ۱۹۴۶ طی یک سخنرانی در شورای عالی دوم، استدلال کرد که نام دولت از شورای کمیسارهای خلق به شورای وزیران تغییر یابد زیرا کمیسار منعکس‌کننده دوره گسست انقلابی و نظایر آن است. اما آن زمان اکنون گذشته‌است. نظام اجتماعی ما به وجود آمده و اکنون از گوشت و خون ساخته شده‌است. زمان آن فرا رسیده‌است که از عنوان «کمیسار خلق» به عنوان «وزیر» برویم. محقق یورام گورلیزکی می‌نویسد که علی‌رغم بازگشت به سوابق بورژوایی، پذیرش نامگذاری جدید نشان داد که نظم شوروی وارد مرحله جدیدی از تحکیم پس از انقلاب شده‌است.

## پیشینه

### آغاز انقلابی و ریاست مولوتف (۱۹۲۲–۱۹۴۱)

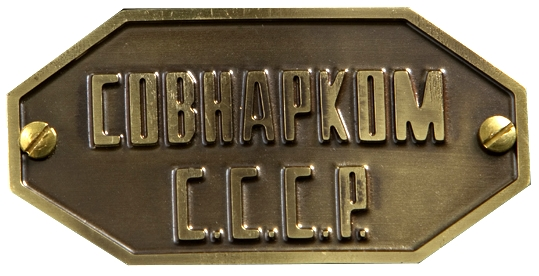
یک نشان دولتی از ۱۹۳۰

معاهده تأسیس اتحاد جماهیر شوروی شامل بنیادگذاری کنگره کل اتحادیه شوراها و کمیته اجرایی مرکزی آن بود. کنگره شوراها مسئولیت‌های قانونگذاری را بر عهده داشت و عالی‌ترین ارگان قدرت دولتی بود؛ در حالی که کمیته اجرایی مرکزی باید هر زمان که جلسه‌ای نداشت از اختیارات کنگره شوراها استفاده می‌کرد که در عمل اکثریت موجودیت آن را تشکیل می‌داد. در آن بیانیه آمده بود که دولت به نام شورای کمیسارهای خلق، بازوی اجرایی کمیته اجرایی مرکزی خواهد بود. این ساختار دولتی از ساختار تأسیس‌شده در جمهوری سوسیالیستی فدراتیو روسیه شوروی رونوشت شده‌بود و همین‌گونه دولت از شورای کمیسارهای خلق روسیه شوروی الگوبرداری کرده‌بود. دولت روسیه شوروی به رهبری ولادیمیر لنین تا ۶ ژوئیه ۱۹۲۳ زمانی که کمیته اجرایی مرکزی شورای کمیسارهای خلق اتحاد جماهیر شوروی را تأسیس شد، بر اتحاد جماهیر شوروی حکومت کرد. لنین در کنار پنج معاون و ده کمیسار خلق—وزیران—به ریاست آن منصوب گشت. در ۱۷ ژوئیه ۱۹۲۳ شورای کل اتحادیه کمیسارهای خلق به کمیته‌های اجرایی مرکزی جماهیر اتحادیه و دولت‌های جمهوری مربوطه آن‌ها اطلاع دادند که شروع به انجام وظایف محوله کرده‌اند.
ایده اولیه این بود که شورای کمیسارهای خلق به‌طور مستقیم و تابع به کمیته اجرایی مرکزی گزارش دهند اما روابط کاری این دو نهاد هرگز به‌طور واضح و عمیق تعریف نشد. در نهایت، اختیارات شورای کمیسارهای خلق از کمیته اجرایی مرکزی فراتر رفت. با این همه، قانون اساسی ۱۹۲۴ شورای کمیسارهای خلق را به‌عنوان «ارگان اجرایی و اداری» کمیته اجرایی مرکزی تعریف کرد. توانایی قانونگذاری به دلیل اختیاراتی که از سوی کمیته اجرایی مرکزی به آن اعطا شده‌بود و اساسنامه شورای کمیسارهای خلق محدود شده‌بود. سلطه قانونگذاری شورای کمیسارهای خلق علی‌رغم اصرار قانون اساسی ۱۹۲۴ بر رابطه آن با کمیته اجرایی مرکزی ادامه یافت. میخائیل کالینین از کمیته اجرایی مرکزی و رئیس کمیته اجرایی مرکزی کل روسیه در سال ۱۹۲۸ خاطرنشان کرد که باید بین پرزیدیوم کمیته اجرایی مرکزی و نقش اداری شورای کمیسارهای خلق که آن را «ارگان قانونگذاری» می‌دانست تفاوت قائل شد.
قانون اساسی ۱۹۲۴ بین کمیساریای کل اتحادیه و یکپارچه خلق—از سال ۱۹۳۶ به بعد به عنوان جمهوری‌خواه شناخته می‌شود—تفاوت قائل شد. کمیساریای خلق برای دادگستری، امور داخلی، امنیت اجتماعی، آموزش، کشاورزی و صحت عامه در وزارتخانه‌های سطح جمهوری باقی ماندند. در این میان به کمیساریای امور خارجی، بازرگانی و صنعت، ترابری، امور نظامی و دریایی، دارایی، تجارت خارجی، کار، پست و تلگراف، تدارک و وضعیت کل اتحادیه اعطا شد. این سیستم در ابتدا مشکلاتی را ایجاد کرد زیرا نه قانون اساسی و نه هیچ سند قانونی روابط بین کمیساریای کل اتحادیه، ارگان‌های آن‌ها در جمهوری‌ها و کمیساریاهای متحد جمهوریت را به‌صورت جداگانه تعریف نکرد. با این حال، این سیستم تا زمان انحلال اتحاد جماهیر شوروی در سال ۱۹۹۱ با تغییرات جزئی باقی ماند.
قانون اساسی ۱۹۳۶ شورای کمیسارهای خلق را به‌عنوان دولت شوروی تعریف کرد و به آن نقش «عالی‌ترین ارگان اجرایی و اداری قدرت دولتی» را واگذاری نمود. قانون اساسی شورای کمیسارهای خلق را از اختیارات وضع قانونگذاری محروم کرده و آن را به صدور «مصوبات و مقررات بر اساس و اجرای قوانین جاری» محدود کرد. فقط شورای عالی و پرزیدیوم آن که به‌ترتیب جایگزین کنگره شوراها و کمیته اجرایی مرکزی شده بودند، می‌توانستند قوانین را تغییر دهند.

### استالینیسم عالی (۱۹۴۱–۱۹۵۳)

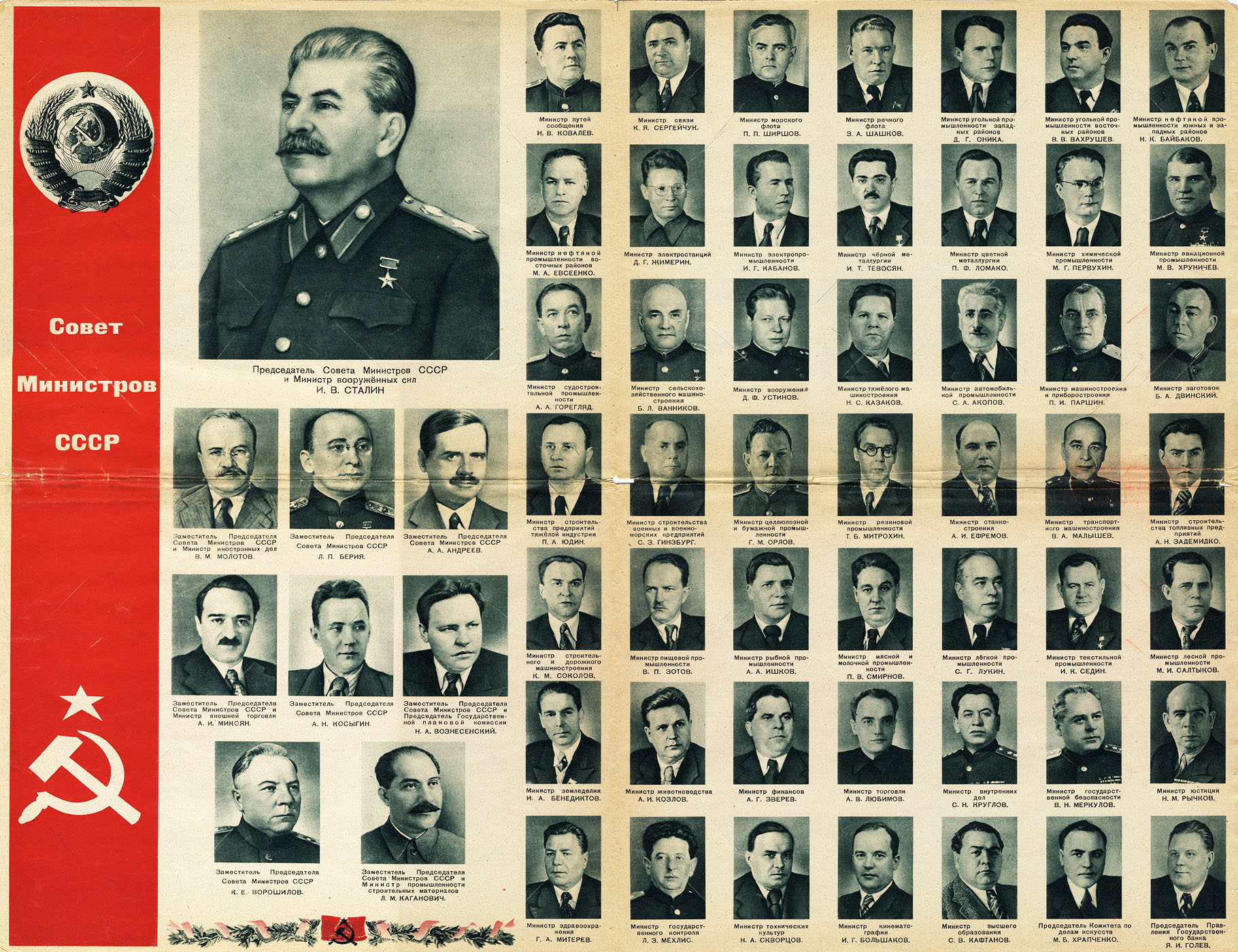
ترکیب دولت دوم ژوزف استالین بین ۱۹۴۶ تا ۱۹۵۳

قدرت گرفتن استالین در دهه ۱۹۳۰، نهادهای رسمی حکومت را چه در حزب و چه در دولت تضعیف کرد. محقق تی اچ ریگبی می‌نویسد که «همه نهادها به تدریج در اسید استبداد حل شده بودند» و از سال ۱۹۴۶ تا زمان مرگ استالین در سال ۱۹۵۳ «تنها حداقل‌ترین ژست‌ها برای برگرداندن انحطاط ارگان‌های رسمی اقتدار هم در حزب و هم در دولت» انجام شده‌بود. لئونارد شاپیرو، آکادمیک بریتانیایی معتقد است که «سبک حکومت استالین با روشی مشخص می‌شود که در آن حکومت از طریق دستگاه‌های منظم—حزب و دستگاه‌های دولتی—جای خود را به‌طور فزاینده‌ای به حاکمیت کارگزاران و آژانس‌های شخصی می‌دهد که هر کدام جداگانه و اغلب در تضاد بودند و استالین در کنترل کل عالی بود.» دولت که در این مرحله رسمی‌ترین نهاد حکومتی شوروی بود، به‌دلیل عادت استالین به حکومت از طریق «وفاداری شخصی و سخت‌گیرانه ستوان‌هایش» ویژگی‌های نئوپاتریمونالیسمی را توسعه داد.
ژوزف استالین در ۶ مه ۱۹۴۱ به ریاست دولت برگزیده شد. دولت تا زمان جنگ جهانی دوم—در روسیه به جنگ بزرگ میهنی معروف است—به‌طور عادی به کار خود ادامه داد. در ۳۰ ژوئن ۱۹۴۱ کمیته دفاع دولتی ساماندهی و دولت وابسته به آن گشت. این کمیته برای اداره اتحاد جماهیر شوروی در طول جنگ تشکیل شده‌بود. استالین تا سال ۱۹۴۶ به‌طور همزمان به‌عنوان رئیس کمیته دفاع دولتی و دولت شوروی خدمت کرد. در ۱۵ مارس ۱۹۴۶، اولین جلسه عمومی شورای عالی دوم، شورای کمیسارهای خلق را به شورای وزیران تغییر داد. بر این اساس کمیساریاهای خلق به وزارتخانه‌ها و کمیسارهای خلق به وزیران دگرش نام کردند. در ۲۵ فوریه ۱۹۴۷، تغییرات متناسبی در قانون اساسی اتحاد جماهیر شوروی ایجاد شد.
دفتر دولت در سال ۱۹۴۴ تأسیس شد. پس از جنگ، این اداره به دو بخش تقسیم شد. این دفترها در ۲۰ مارس ۱۹۴۶ با هم ادغام شدند و دفتر دولت را دوباره تأسیس کردند. دفترخانه سیاسی حزب در ۸ فوریه ۱۹۴۷ قطعنامه «درباب تشکیلات شورای وزیران» را تصویب کرد که به دنبال تبیین نقش شورای وزیران، عملیات داخلی و روابط آن با حزب بود. در آن بیانیه آمده بود که دفترخانه سیاسی حزب سزاوار است در مورد تمام موضوعات سیاسی که شامل مباحثی مانند انتصابات دولتی و دفاع، سیاست خارجی و امنیت داخلی بود، اتخاذ تصمیم کند. بیانیه در ادامه دولت را صرفاً نهادی برای اداره اقتصاد تعریف کرد. وزارتخانه‌های غیر اقتصادی مانند وزارت امنیت دولتی به دفتر سیاسی گزارش می‌دادند.
علاوه بر این، قطعنامه ۸ فوریه هشت دفتر منطقه‌ای—بخشی—با سرنام‌های دفتر کشاورزی، دفتر متالورژی و مواد شیمیایی، دفتر ماشین‌سازی، دفتر نیروگاه‌های سوخت و برق، دفتر صنایع غذایی، دفتر ترابری و ارتباطات، دفتر صنایع سبک و دفتر فرهنگ و بهداشت را ایجاد کرد. این تصمیم روش کار دولت را متحول ساخت. قطعنامه جدید اختیارات را به دفترها و به دور از معاونان رؤسای دولت و وزیران بلندپایه تفویض کرد. هر دفتر منطقه‌ای توسط معاون رئیس دولت اداره می‌شد اما اتخاذ تصمیم به ارگان‌های تصمیم‌سازی دانشگاهی واگذار شد. اثر خالص این تغییرات افزایش شدید فعالیت قانونگذاری دولت بود.
استالین که از سال ۱۹۴۴ در جلسه دفتر شرکت نکرده بود، به انتصاب رؤسای موقت دولت متوسل شد. مولوتف در ابتدا منصوب شد اما به ندرت می‌توانست وظایف خود را انجام دهد زیرا همزمان وزیر امور خارجه بود و اغلب به‌سبب تجارت دور بود. در ۲۹ مارس ۱۹۴۸ دفترخانه سیاسی تصمیم به ایجاد یک ریاست چرخشی به رهبری لاورنتی بریا، نیکولای وژنسنسکی و گئورگی مالنکوف گرفت. به‌دلیل عدم وجود یک رهبر رسمی، اکثر مسائل بحث‌برانگیز در جلسات دفتر حل می‌شد. در ۱ سپتامبر ۱۹۴۹ قدرت پراکنده‌تر شد. این دفتر نام خود را به پرزیدیوم شورای وزیران تغییر داد و بریا، مالنکوف، نیکولای بولگانین، لازار کاگانوویچ و ماکسیم ساباروف ریاست آن را بر عهده گرفتند. این وضعیت تا زمان مرگ استالین در سال ۱۹۵۳ ادامه پیدا کرد.

### دوران پس از استالین (۱۹۵۳–۱۹۸۵)

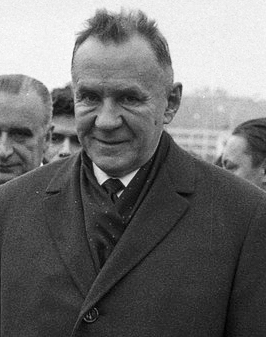
آلکسی کاسیگین طولانی‌ترین مدت ریاست بر دولت شوروی را داشت. او از ۱۹۶۴ تا زمان مرگش در ۱۹۸۰ رئیس دولت بود.

دوران پس از استالین به‌ویژه دوران رهبری نیکیتا خروشچف شاهد تغییرات متعددی در دستگاه دولتی بود. در ابتدا رهبری جدید به دنبال حل مشکلات در چارچوب بروکراتیک موجود بود اما در سال ۱۹۵۴، دولت اصلاحاتی را آغاز کرد که قدرت تصمیم‌گیری اقتصادی بیشتری را به دولت‌های جمهوری واگذار کند. در همین زمان خروشچف پیشنهاد لغو وزارتخانه‌های صنعتی و ساختمانی، تقسیم وظایف و مسئولیت‌های آن‌ها بین دولت‌های جمهوری و بروکرات‌های منطقه‌ای را داد. هدف نهایی کاهش اندازه دولت کل اتحادیه و افزایش رشد اقتصادی بود. ایده مشابهی در ژانویه ۱۹۵۷ به پرزیدیوم پلیتبوروی کمیته مرکزی حزب کمونیست پیشنهاد شد. این پیشنهاد به دنبال تغییر کارکرد دولت کل اتحادیه از مدیریت فعال مدیریت عملیاتی صنعت به سیاست‌گذاری شاخه فعال بود. مقرر شد مدیریت عملیاتی برای دولت‌های جمهوری و مقامات محلی غیر متمرکز باشد.
پرزیدیوم پلیتبوروی کمیته مرکزی حزب کمونیست پیشنهاد خروشچف را پذیرفت. تا ژوئیه ۱۹۵۷ وظایف مدیریتی وزارتخانه‌های ساختمانی و صنعتی به ۱۰۵ شورای تازه تأسیس اقتصاد ملی منتقل شد. کمیته‌های برنامه‌ریزی جمهوری مسئولیت بیشتری داشتند. کمیته برنامه‌ریزی دولتی مسئولیت شرکت‌هایی را که نمی‌توانستند به دولت‌های جمهوری غیر متمرکز تبدیل شوند واگذار کرد. رسانه‌های شوروی شروع به تبلیغ ایده توسعه اقتصادهای پیچیده و منطقه‌ای و مقایسه آن‌ها با سیستم قدیمی وزارتی کردند. اعتقاد بر این بود که شوراهای اقتصاد ملی همکاری و تخصص بین شاخه‌ای را افزایش خواهند داد. با این همه، اصلاحات نتوانست نارسایی‌های اقتصاد شوروی را بهبود بخشد و در سایر زمینه‌ها نیز کاستی‌هایی را روشن ساخت. دولت خروشچف با آغاز اصلاحاتی که اقدامات تمرکززدایی را معکوس می‌کرد، واکنش نشان داد و به دنبال تمرکز مجدد بر تخصیص منابع بود.

### دولت برژنف
معکوس‌سازی اصلاحات در دستگاه دولتی سبب برکناری خروشچف شد. اولین حرکت در اوایل سال ۱۹۶۵ و در زمان دولت اول آلکسی کاسیگین که مسئولیت کشاورزی به وزارت کشاورزی کل اتحادیه واگذار گشت، انجام شد—که در اصلاحات پیشین خروشچف شکست خورد. در اکتبر همان سال، شورای وزیران کمیته‌های صنعتی دولتی و شوراهای اقتصادی منطقه‌ای را منحل و سیستم وزیران صنایع را که قبل از سال ۱۹۵۷ وجود داشت، دوباره برقرار کرد. از ۳۳ وزیر جدید ساخت و ساز و صنعت که در سال ۱۹۶۵ منصوب شدند، ۱۲ نفر در سال ۱۹۵۷ یا قبل از آن به‌عنوان وزیر مشغول به کار بودند و ۱۰ نفر در این زمان کار کرده و به معاونت وزیر رسیده بودند. در سال ۱۹۶۶ وزارت آموزش کل اتحادیه و وزارت حفاظت نظم عمومی کل اتحادیه تشکیل شد. چهار وزارتخانه ساختمانی کل اتحادیه در سال ۱۹۶۷ و پنجمین وزارتخانه در سال ۱۹۷۲ تأسیس شد. علاوه بر این، در سال ۱۹۷۰ دولت، وزارت دادگستری کل اتحادیه را مجدداً تأسیس کرد. در دهه ۱۹۶۵ تا ۱۹۷۵، بیست و هشت وزارتخانه صنعتی تأسیس شد. از این وزارتخانه‌ها، هفت وزارتخانه کل اتحادیه و مابقی هفده وزارتخانه جمهوری بودند. با همه این‌ها، دولت گاسیگین به دنبال اصلاح اقتصاد از طریق تقویت استقلال شرکت و در عین حال حفظ اقتدار متمرکز پایدار بود. اصلاحات اقتصادی اتحاد جماهیر شوروی در سال ۱۹۷۹ در حالی که به شرکت‌های دولتی فضای بیشتری برای بحث در مورد اهداف تولید خود با وزارتخانه‌های مربوطه می‌داد، به دنبال قانون‌زدایی از اقتصاد بود تا به شرکت‌های دولتی استقلال بیشتری بدهد.
دوره حکومت برژنف نیز شاهد تصویب قانون اساسی ۱۹۷۷ بود. مصوبات این قانون برای نخستین بار وظایف و عضویت در پرزیدیوم—هیئت‌رئیسه—دولت را مشخص کرد. قانون اساسی پرزیدیوم را به‌عنوان یک نهاد دولتی دائمی توصیف کرد که عهده‌دار مسئولیت‌های اداری و مسئول ایجاد و تأمین رهبری اقتصادی مطلوب است. در آن بیانیه آمده بود که رئیس دولت در کنار معاونان اول رئیس، معاونان رئیس و رؤسای دولت‌های جمهوری، اعضای پرزیدیوم را تشکیل می‌دهند.

### ریاست‌گرایی و کابینه وزیران (۱۹۹۰–۱۹۹۱)

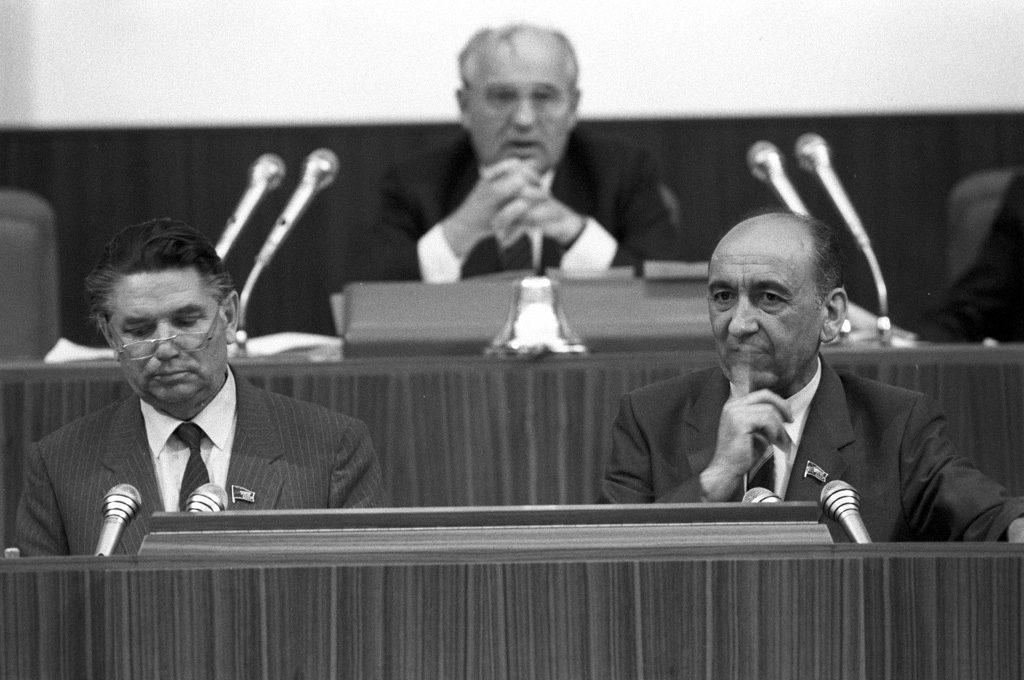
گورباچف در اولین جلسه عمومی کنگره نمایندگان خلق اتحاد جماهیر شوروی ۱۹۸۹

گورباچف تا اکتبر ۱۹۸۹ از ایده ریاست‌جمهوری اتحاد جماهیر شوروی انتقاد داشت. او استدلال کرده‌بود که ریاست‌جمهوری می‌تواند به برقراری مجدد کیش شخصیت و رهبری تک‌نفره منتهی شود. همین‌طور گورباچف با مقاومت شدید بروکرات‌ها و عناصر ضد اصلاح‌طلب در برابر سیاست‌های اصلاح‌طلبانه خود مواجه شد. تأسیس دفتر رئیس‌جمهور اتحاد جماهیر شوروی ابزار مهمی برای تقویت کنترل گورباچف بر دستگاه دولتی تلقی می‌شد. گورباچف در فوریه ۱۹۹۰ به سومین جلسه عمومی شورای عالی بیست‌ویکم پیشنهاد تأسیس دفتر رئیس‌جمهور اتحاد جماهیر شوروی را داد. شورای عالی این پیشنهاد را تصویب کرد و در ماه مارس، اجلاس فوق‌العاده کنگره نمایندگان خلق برای اصلاح‌قانون اساسی تشکیل شد. قانون ریاست‌جمهوری که توسط کنگره نمایندگان خلق تصویب شد، تصریح می‌کرد که رئیس‌جمهور باید در یک انتخابات سراسری انتخاب شود اما گورباچف استدلال کرد که کشور برای انتخابات تفرقه‌انگیز آماده نیست. کنگره نمایندگان خلق از بابت انتخاب گورباچف به‌عنوان رئیس‌جمهور اتحاد جماهیر شوروی رأی‌گیری نمود که ۱۳۲۹ نفر رأی موافق و ۹۱۶ نفر رأی مخالف دادند.
گورباچف به‌عنوان رئیس‌جمهور اتحاد جماهیر شوروی می‌توانست وزیران دولت را منصوب و عزل کند. با این همه، او نگران ناتوانی خود در کنترل وزارتخانه‌های کل اتحادیه بود. در ۲۴ سپتامبر ۱۹۹۰ گورباچف موفق شد شورای عالی را وادار کند که تا ۳۱ مارس ۱۹۹۲ به او اختیارات موقت نامحدود در مورد اقتصاد، قانون و نظم و انتصاب پرسنل دولتی بدهد. گورباچف که هنوز مورد حمله ضذ اصلاح‌طلبان قرار می‌گرفت، در نوامبر ۱۹۹۰ پیشنهاد داد که نظام سیاسی شوروی با الهام از نظام ریاستی ایالات متحده و نظام نیمه‌ریاستی فرانسه به‌طور بنیادی سازماندهی شود. گورباچف به دنبال سازماندهی مجدد نهادها در سطح کل اتحادیه از طریق تابع‌کردن قوه مجریه به ریاست‌جمهوری بود.
در نوامبر ۱۹۹۰ گورباچف خواستار انحلال شورای وزیران و جایگزینی آن با کابینه وزیران شد. قوه مجریه سابق به دو نهاد مجزا تقسیم شده بود. ریاست‌جمهوری و شورای وزیران هر دو به شورای عالی گزارش می‌دادند. کابینه وزیران مستقیماً به رئیس‌جمهور اتحاد جماهیر شوروی گزارش می‌داد و هم در برابر ریاست‌جمهوری و هم در مقابل شورای عالی پاسخگو بود. در حالی که دوره شورای وزیران با انتخاب شورای عالی گره خورده بود، کابینه وزیران طبق قانون موظف بود در صورت کناره‌گیری رئیس‌جمهور، استعفا کند. به‌مثابه شورای وزیران، ارگان اصلی تصمیم‌گیری کابینه وزیران، پرزیدیوم بود. ریاست آن را دفتر تازه تأسیس نخست‌وزیر اتحاد جماهیر شوروی بر عهده داشت. قانون بیان می‌داشت که پرزیدیوم باید متشکل از نخست‌وزیر، معاونان اول نخست‌وزیر، معاونان و یک سرپرست امور باشد.
وظایف و مسئولیت‌های کابینه وزیران با شورای وزیران سابق همپوشانی داشت. این نهاد مسئول تدوین و اجرای بودجه دولتی کل اتحادیه، اداره شرکت‌های دفاعی و نظارت بر تحقیقات فضایی، اجرای سیاست خارجی شوروی، مبارزه با جرم و جنایت و حفظ امنیت دفاعی و دولتی بود. همچنین در کنار دولت‌های جمهوری برای توسعه سیاست‌های مالی و اعتباری، مدیریت سوخت و منابع تغذیه، سیستم‌های حمل‌ونقل و توسعه برنامه‌های رفاهی و اجتماعی همکاری داشت. علاوه بر این‌ها، کابینه وزیران مسئول هماهنگی سیاست‌های کل اتحادیه در زمینه علم، فناوری، ثبت اختراعات، استفاده از حریم هوایی، قیمت‌ها، سیاست کلی اقتصادی، مسکن، حفاظت از محیط زیست و انتصابات نظامی بود. سرانجام قانون کابینه وزیران به کابینه وزیران حق صدور فرمان اجرایی و قطعنامه داد اما نه با همان اختیارات و محدوده مصوباتی که قبلاً توسط شورای وزیران صادر شده‌بود.
شورای وزیران در طول عمر خود تنها نهاد اجرایی و اداری دائمی در اتحاد جماهیر شوروی بود. کابینه وزیران در کنار شورای فدراسیون، شورای ریاست و دیگر ارگان‌های اجرایی که مستقیماً به رئیس‌جمهور گزارش می‌دادند وجود داشتند. شورای وزیران به‌عنوان تنها دستگاه اجرایی مسئول اقتصاد و وزارتخانه‌های مهم آن بود. کابینه وزیران طبق قانون موظف بود بیش از شورای وزیران با دولت‌های جمهوری همکاری کند. دولت‌های جمهوری می‌توانستند هر زمان که بخواهند به کابینه وزیران درخواست دهند و کابینه وزیران مجبور بود همه پرسش‌های دولت‌های جمهوری را در نظر بگیرد. برای تقویت روابط بهتر، وزیران اقدام به ایجاد دانشکده با همتایان جمهوری خود کردند. در پی همین اقدامات، وزارت فرهنگ کل اتحادیه، شورای وزیران فرهنگ را و وزارت امور خارجه کل اتحادیه، شورای وزیران خارجه اتحاد جماهیر شوروی را برای هماهنگی بهتر سیاست‌ها ایجاد کرد.

### فروپاشی دولت (۱۹۹۱)
کودتای ۱۹۹۱ شوروی که بیشتر به کودتای اوت معروف است، توسط کمیته دولتی وضعیت اضطراری در تلاش برای مخالفت با تصویب معاهده اتحادیه جدید آغاز شده‌بود. نخست‌وزیر والنتین پاولوف یکی از رهبران کودتا بود. کابینه وزیران در کنار اکثر ارگان‌های دارای قدرت کل اتحادیه از کودتا علیه گورباچف حمایت کردند. پس از کودتا، جمهوری سوسیالیستی فدراتیو شوروی روسیه به رهبری بوریس یلتسین به دنبال تضعیف اختیارات ریاست‌جمهوری گورباچف بود. در همین احوال شورای دولتی تأسیس و با دادن کرسی به هر رئیس‌جمهور جمهوری در شورا، از نظر قدرت جایگزین دولت شد. علاوه بر این، هر تصمیمی باید با رأی‌گیری اتخاذ می‌شد و این اقدامی بود که کنترل گورباچف را به شدت تضعیف کرد. در کنار این‌ها، روسیه شوروی ساختمان و کارکنان وزارت دارایی کل اتحادیه، بانک دولتی و بانک روابط اقتصادی خارجی را نیز تصرف کرد. با تضعیف شدید اقتدار دولت مرکزی، گورباچف کمیته‌ای چهار نفره را به رهبری ایوان سیلایف تشکیل داد که شامل گریگوری یاولینسکی، آرکادی ولسکی و یوری لوژکف بود تا کابینه جدید وزیران را انتخاب کند. این کمیته بعدها برای مدیریت اقتصاد شوروی به کمیته مدیریت عملیاتی اقتصاد ملی با ریاست سیلایف تبدیل شد. در ۲۸ اوت ۱۹۹۱، شورای عالی به‌طور موقت به کمیته مدیریت عملیاتی اقتصاد ملی همان اختیارات کابینه وزیران را اعطا کرد و سیلایف به‌صورت دوفاکتو نخست‌وزیر اتحاد جماهیر شوروی شد. دولت کل اتحادیه تلاش نمود تا کوشش‌های دولت روسیه شوروی برای تصرف این کشور را خنثی کند اما این مداومت‌ها نتیجه نداد و سرانجام در سپتامبر ۱۹۹۱ دولت شوروی از هم فروپاشید.
در ۲۵ دسامبر ۱۹۹۱ گورباچف در یک سخنرانی تلویزیونی استعفای خود را از سمت رئیس‌جمهوری اتحاد جماهیر شوروی اعلام نمود. در روز بعد، شورای جماهیر به انحلال اتحاد جماهیر شوروی سوسیالیستی به‌عنوان یک کشور و موضوع حقوق بین‌الملل رأی داد و به‌طور قانونی به موجودیت دولت شوروی پایان بخشید.

## وظایف، کارکرد و مسئولیت‌ها
دولت عالی‌ترین نهاد اجرایی و اداری اتحاد شوروی بود. این نهاد در اولین جلسه عمومی شورای عالی—نشست مشترک شورای اتحادیه و شورای ملیت‌ها—تشکیل شد و متشکل از رئیس دولت، معاونان اول رئیس، معاونان، وزیران، رؤسای کمیته‌های دولتی و رؤسای دولت‌های جمهوری بود. نخست‌وزیر می‌توانست افرادی را که برای عضویت در شورای دولتی مناسب می‌دانست به شورای عالی معرفی کند. دولت استعفای خود را به اولین جلسه عمومی شورای عالی تازه منتخب ارائه کرد.
دولت در مقابل شورای عالی و پرزیدیوم آن مسئول بود. این شورا مرتباً در مورد کار خود به شورای عالی گزارش می‌داد و موظف به حل و فصل کلیه وظایف اداری دولتی در حوزه قضایی اتحاد جماهیر شوروی بود که بر عهده شورای عالی یا پرزیدیوم نبود. وظایف و مسئولیت‌های دولت در حدود خود به قرار زیر است:
- مدیریت اقتصاد، سازندگی و توسعه فرهنگی اجتماعی اتحادیه
- تدوین و ارائه برنامه‌های پنج ساله «توسعه اقتصادی و اجتماعی» به شورای عالی به همراه بودجه دولتی
- دفاع از منافع کشور، دارایی سوسیالیستی، نظم عمومی و حمایت از حقوق شهروندان شوروی
- تأمین امنیت کشور
- سیاست‌های کلی برای نیروهای مسلح شوروی و تعیین تعداد شهروندان مشمول خدمت
- سیاست‌های کلی در مورد روابط خارجی و همکاری تجاری، اقتصادی، علمی–فنی و فرهنگی اتحاد جماهیر شوروی
- قدرت تأیید یا رد معاهدات بین‌المللی امضاءشده توسط اتحاد جماهیر شوروی
- ایجاد تشکل‌های لازم در زمینه‌های اقتصادی، توسعه فرهنگی اجتماعی و دفاعی در دولت

دولت می‌توانست احکام و قطعنامه‌هایی صادر و بعداً شرایط اجرای آن‌ها را بررسی کند. همه سازمان‌ها موظف به اطاعت از مصوبات و قطعنامه‌های صادره دولت بودند. شورای کل اتحادیه اختیار تعلیق کلیه دستورها و فرمان‌های صادرشده توسط خود یا سازمان‌های تابعه را داشت. شورا کار و امور جمهوری‌ها و وزارتخانه‌های اتحادیه، کمیته‌های دولتی و سایر ارگان‌های تابعه را هماهنگ و هدایت می‌کرد. صلاحیت دولت و پرزیدیوم آن در مورد رویه‌ها، فعالیت‌ها و روابط شورا با ارگان‌های زیرمجموعه در قانون اساسی شوروی توسط قانون شورای وزیران اتحاد جماهیر شوروی تعریف شده‌بود.
هر جمهوری اتحادیه و جمهوری خودمختار دولت‌های خود را داشتند که توسط قوه قانونگذاری جمهوری اتحادیه یا جمهوری خودمختار تشکیل می‌شد. دولت‌های جمهوری از نظر قانون تابع دولت کل اتحادیه نبودند اما در فعالیت‌های خود موظف بودند بر اساس فرامین و تصمیم‌های حکومت کل اتحادیه هدایت شوند. در همان زمان، وزارتخانه‌های اتحادیه–جمهوری تابعیت مضاعف داشتند. آن‌ها به‌طور همزمان به دولت جمهوری اتحادیه که در چارچوب آن و هدایت دستورها و دستورالعمل‌ها ایجاد شده‌بودند، تسلیم شدند. برخلاف اتحادیه وزارتخانه‌های جمهوری اتحادیه، وزارتخانه‌های جمهوری فقط تابع دولت جمهوری اتحادیه مربوطه بودند.

### روابط دولت و حزب
لنین در پی ایجاد یک ساختار دولتی مستقل از دستگاه حزب بود. والریان اوسینسکی نقدگری لنین را واگویه کرد اما گریگوری زینوویف در سال ۱۹۲۳ با بیان این که «همه می‌دانند که دفترخانه سیاسی ما ارگان اصلی دولت است» به انتقادها پاسخ داد. بوریس باژانوف، منشی خصوصی ژوزف استالین نیز همین برداشت را بازگو کرد. به گفته باژانوف، انتصاب کمیسارهای خلق توسط دفترخانه سیاسی حزب انجام شد و بعداً توسط شورای کمیسارهای خلق به تصویب رسید. این سیستم غیررسمی حکومتی که در آن حزب تصمیم می‌گرفت و دولت آن اجرا می‌کرد، تا زمان تصدی میخائیل گورباچف به‌عنوان رهبر ادامه داشت.

## رهبری حکومت

### رئیس دولت
رئیس هیئت‌مدیره تا زمان تأسیس کابینه وزیران در سال ۱۹۹۱ رئیس حکومت شوروی بود. این مقام مسئول تشکیل دولت و پرزیدیوم آن، گزارش به شورای عالی از طرف دولت و رهبری کار برای تدوین برنامه‌های پنج ساله بود. قانون شورای وزیران اتحاد جماهیر شوروی بیان می‌کند که رئیس «رأس دولت است و فعالیت‌های آن را هدایت می‌کند.» همین‌طور فعالیت معاونان اول و معاونان رئیس را در موارد فوری تصمیم‌گیری و مسائل خاص ادارات دولتی هماهنگ می‌کند.

### معاونان رئیس
دولت معاونان اول و معاونان را برای کمک به کار رئیس دولت منصوب می‌کرد. این معاونان با مسئولیت‌هایی که دولت به آن‌ها اختصاص داده‌بود فعالیت می‌کردند. آنها می‌توانستند فعالیت‌های وزارتخانه‌ها، کمیته‌های دولتی و سایر ارگان‌های زیرمجموعه دولت را هماهنگ کنند، کنترل این ارگان‌ها را در دست بگیرند و دستورالعمل‌های روزانه را صادر کنند. آن‌ها می‌توانستد پیشنهادات و پیش‌نویس تصمیمات ارائه شده به دولت را بررسی کنند. به‌عنوان مثال، کریل ماژوروف مسئول صنعت بود و دیمیتری پولانسکی مسئول کشاورزی در دولت دوم کاسیگین بود. در صورتی که رئیس دولت نمی‌توانست وظایف خود را انجام دهد یکی از معاونان اول رئیس تا زمان بازگشت نخست‌وزیر، سرپرستی حکومت را بر عهده می‌گرفت.

### سرپرست امور
سرپرست امور موظف به امضای همزمان احکام و مصوبات دولت با رئیس حکومت بود. دستگاه دولتی مواردی از خط مشی را تهیه می‌کرد که صاحب منصب به‌طور سیستماتیک آن‌ها را در برابر احکام حزب–حکومت بررسی می‌کرد. این عملکرد متشکل از چندین بخش و واحدهای ساختاری دیگر بود. علاوه بر این، سرپرست امور، ریاست دستگاه دولتی را بر عهده داشت و از اعضای پرزیدیوم دولت بود.

### پرزیدیوم
پرزیدیوم شورای وزیران متشکل از رئیس، معاونان اول رئیس و معاونان رئیس بود. پرزیدیوم شورای وزیران و پرزیدیوم شورای عالی با یک دیگر تفاوت داشته و مجزا بودند.

## سازمان

### کمیته‌ها
کمیته‌های دولتی اتحاد جماهیر شوروی با وزارتخانه‌ها متفاوت بودند زیرا یک کمیته دولتی در درجه اول مسئولیت چندین بخش از دولت را بر عهده داشت و در سوی مقابل وزارتخانه مسئول یک موضوع و عنوان خاص بود. بنابراین، بسیاری از کمیته‌های دولتی بر روی برخی از فعالیت‌های مشترک انجام‌شده توسط وزارتخانه‌ها مانند تحقیق و توسعه، استانداردسازی، برنامه‌ریزی، ساخت و ساز ساختمان، امنیت دولتی، انتشارات، بایگانی و نظایر صلاحیت داشتند. تمایز بین یک وزارتخانه و یک کمیته دولتی در مورد کمیته امنیت دولتی—کاگ‌ب—می‌تواند مبهم باشد.

### وزارتخانه‌ها
بر اساس قانون اساسی اتحاد جماهیر شوروی، وزارتخانه‌ها به دو بخش کل اتحادیه و اتحادیه جمهوری تقسیم می‌شدند. وزارتخانه‌های کل اتحادیه، شاخه‌ای از اداره دولتی را که در سراسر اتحاد جماهیر شوروی به آن‌ها سپرده شده‌بود، مستقیماً یا از طریق ارگان‌هایی که توسط آن‌ها منصوب می‌شد، اداره می‌کردند اما وزارتخانه‌های اتحادیه جمهوری قاعدتاً از طریق وزارتخانه‌های همنام و خاص مورد نظر جمهوری اتحادیه اداره می‌شدند. وزارتخانه‌ها فقط تعداد معینی از فعالیت‌ها را مستقیماً بر اساس فهرستی که توسط پرزیدیوم شورای عالی تصویب شده‌بود، مدیریت می‌کردند. دولت حق ایجاد، سازماندهی مجدد و لغو مؤسسات تابعه را که مستقیماً تابع خود دولت بودند را داشت.

### انتشارات
- روزنامه ایزوستیا
- بولتن کمیته اجرایی مرکزی، شورای کمیسارهای خلق و شورای کار و دفاع اتحاد شوروی (۱۹۲۳–۱۹۲۴)
- مجموعه قوانین و مقررات دولت کارگری و کشاورزی اتحاد شوروی (۱۹۲۴–۱۹۳۸)
- مجموعه فرمان‌ها و دستورهای دولت اتحاد شوروی (۱۹۳۸–۱۹۴۶)

## رئیس حکومت
نخست‌وزیر اتحاد جماهیر شوروی، رئیس حکومت اتحاد جماهیر شوروی سوسیالیستی بود. در طول ۶۹ سال موجودیت شوروی دوازده نفر توانسته بودند به این منصب برسند. دو تن از آن‌ها ولادیمیر لنین و ژوزف استالین در حین خدمت درگذشته و سه تن از آن‌ها به نام‌های آلکسی کاسیگین، نیکولای تیخونوف و ایوان سیلایف استعفا کردند. گفتنی‌است لنین، استالین و نیکیتا خروشچف تنها رؤسایی بودند که به‌طور همزمان ریاست حزب و حکومت را بر عهده داشتند.

### فهرست رؤسای حکومت
| ردیف | نام (تولد — مرگ)            | نام (تولد — مرگ) | دوره حکومت                       | انتخاب                 | کابینه‌ها                 | مدت زمان حکومت   |
| ---- | --------------------------- | --- | -------------------------------- | ---------------------- | ------------------------ | ---------------- |
| ۱    | ولادیمیر لنین (۱۸۷۰–۱۹۲۴)   | | ۳۰ دسامبر ۱۹۲۲ – ۲۱ ژانویه ۱۹۲۴  | —                      | کابینه اول و دوم لنین    | ۲۲۸ روز          |
| ۱    | ولادیمیر لنین (۱۸۷۰–۱۹۲۴)   | از او به‌عنوان نخستین نخست‌وزیر و رئیس حکومت شوروی یاد می‌شود؛ او حزب کمونیست اتحاد شوروی را در جریان انقلاب روسیه—انقلاب فوریه و انقلاب اکتبر—رهبری کرد و جمهوری شوروی فدراتیو سوسیالیستی روسیه، نخستین دولت سوسیالیستی جهان را در ۱۹۲۲ تأسیس نمود                                     |                                  |                        |                          |                  |
| ۲    | آلکسی رایکوف (۱۹۸۱–۱۹۳۸)    | | ۲ فوریه ۱۹۲۴ – ۱۹ دسامبر ۱۹۳۰    | ۱۹۲۴، ۱۹۲۵، ۱۹۲۷، ۱۹۲۹ | کابینه اول رایکوف        | ۶ سال و ۳۲۰ روز  |
| ۲    | آلکسی رایکوف (۱۹۸۱–۱۹۳۸)    | او از اعضای جناح میانه‌روی حزب کمونیست اتحاد شوروی بود. او و دیگر میانه‌روها در ۱۹۳۰ مجبور به اعتراف اشتباه خود در حزب شدند و او نخست‌وزیری را از دست داد. |                                  |                        |                          |                  |
| ۳    | ویاچسلاو مولوتف (۱۸۹۰–۱۹۸۶) | | ۱۹ دسامبر ۱۹۳۰ – ۶ مه ۱۹۴۱       | ۱۹۳۱، ۱۹۳۵، ۱۹۳۶، ۱۹۳۷ | دولت اول مولوتف          | ۱۰ سال و ۱۳۸ روز |
| ۳    | ویاچسلاو مولوتف (۱۸۹۰–۱۹۸۶) | او بر تجمیع کشاورزی استالین و برنامه پنج‌ساله اول صنعتی‌سازی شوروی و پاکسازی بزرگ ۱۹۳۷–۱۹۳۸ نظارت داشت. با وجود هزینه‌های انسانی، شوروی در دوره رهبری مولوتوف در زمینه کسب فناوری‌ها پیشرفت زیادی کرد.                                                                                   |                                  |                        |                          |                  |
| ۴    | ژوزف استالین (۱۸۷۸–۱۹۵۳)    | | ۶ مه ۱۹۴۱ – ۱۵ مارس ۱۹۴۶         | ۱۹۴۶                   | دولت اول استالین         | ۴ سال و ۳۱۰ روز  |
| ۴    | ژوزف استالین (۱۸۷۸–۱۹۵۳)    | او شوروی را در جبهه شرقی—جنگ جهانی دوم—هدایت کرد و دوره نوسازی کشور را شروع کرد. او دفتر کمیسارهای خلق را به شورای وزیران تعییر نام داد. |                                  |                        |                          |                  |
| ۴    | ژوزف استالین (۱۸۷۸–۱۹۵۳)    | | ۱۵ مارس ۱۹۴۶ – ۵ مارس ۱۹۵۳       | ۱۹۵۰                   | دولت دوم استالین         | ۶ سال و ۳۴۹ روز  |
| ۴    | ژوزف استالین (۱۸۷۸–۱۹۵۳)    | پس از جنگ، استالین دولت‌های کمونیستی را در بیشتر اروپای شرقی برپا کرد و بلوک شرق را تشکیل داد. او «پرده آهنین» حکومت شوروی را شکل بخشید که دوره طولانی تضاد بین جهان شرق و غرب معروف به جنگ سرد بود.                                                                                  |                                  |                        |                          |                  |
| ۵    | گئورگی مالنکوف (۱۹۰۲–۱۹۸۸)  | | ۶ مارس ۱۹۵۳ – ۸ فوریه ۱۹۵۵       | ۱۹۵۴                   | دولت اول و دوم مالنکوف   | ۱ سال و ۳۳۹ روز  |
| ۵    | گئورگی مالنکوف (۱۹۰۲–۱۹۸۸)  | او پس از مرگ استالین قدرت را به دست گرفت اما در جنگ قدرت علیه خروشچف شکست خورد. او تا زمانی که خروشچف روند استالین‌زدایی را آغاز کرد به ریاست بر حکومت ادامه داد. بعدها خروشچف او را برکنار و بولگانین را جایگزین کرد.                                                                |                                  |                        |                          |                  |
| ۶    | نیکلای بولگانین (۱۸۹۵–۱۹۷۵) | | ۸ فوریه ۱۹۵۵ – ۲۷ مارس ۱۹۵۸      | ۱۹۵۸                   | دولت اول بولگانین        | ۳ سال و ۴۷ روز   |
| ۶    | نیکلای بولگانین (۱۸۹۵–۱۹۷۵) | او بر دوره استالین‌زدایی نظارت داشت. او در حالی که در ابتدا از حامیان قوی خروشچف بود، به برخی از سیاست‌های رادیکال تر او شک کرد و به دلیل متهم‌شدن به عضویت در گروه ضد حزب، سرانجام توسط خود خروشچف جایگزین شد.                                                                         |                                  |                        |                          |                  |
| ۷    | نیکیتا خروشچف (۱۸۹۴–۱۹۷۱)   | | ۲۷ مارس ۱۹۵۸ – ۱۴ اکتبر ۱۹۶۴     | ۱۹۶۲                   | دولت اول و دوم خروشچف    | ۶ سال و ۲۰۲ روز  |
| ۷    | نیکیتا خروشچف (۱۸۹۴–۱۹۷۱)   | او کشور را در زمان بحران موشکی کوبا رهبری کرد. بر اصلاحات و نوآوری‌های سیاستی متعددی مانند اصلاحات پولی ۱۹۶۱ نظارت داشت. رفتار ناهنجار فزاینده او منجر به برکناری او توسط نامگذاران از سمت‌های نخست‌وزیری و دبیر اول حزب کمونیست شد.                                                    |                                  |                        |                          |                  |
| ۸    | آلکسی کاسیگین (۱۹۰۴–۱۹۸۰)   | | ۱۵ اکتبر ۱۹۶۴ – ۲۳ اکتبر ۱۹۸۰    | ۱۹۶۶، ۱۹۷۰، ۱۹۷۴، ۱۹۷۹ | دولت اول تا پنجم کاسیگین | ۱۶ سال و ۸ روز   |
| ۸    | آلکسی کاسیگین (۱۹۰۴–۱۹۸۰)   | او یکی از سه عضو اصلی رهبری جمعی با برژنف و پودگورنی بود. او در طول دورانی به نام دوران رکود حکومت کرد. کاسیگین سه اصلاحات اقتصادی در مقیاس بزرگ ۱۹۶۵، ۱۹۷۳، ۱۹۷۴ و رفرم ۱۹۷۹ را تحت رهبری خود آغاز کرد. او در اکتبر ۱۹۸۰ از سمت خود بازنشسته و دو ماه بعد درگذشت.                   |                                  |                        |                          |                  |
| ۹    | نیکولای تیخونوف (۱۹۰۵–۱۹۹۷) | | ۲۳ اکتبر ۱۹۸۰ – ۲۷ سپتامبر ۱۹۸۵  | ۱۹۸۴                   | دولت اول و دوم تیخونوف   | ۴ سال و ۳۳۹ روز  |
| ۹    | نیکولای تیخونوف (۱۹۰۵–۱۹۹۷) | پس از کاسیگین، تیخونوف نخست‌وزیر جدید شد. او درسال‌های آخر برژنف، قوانین آندروپوف و چرنینکو و در آغاز تصدی گورباچف رئیس حکومت شوروی بود |                                  |                        |                          |                  |
| ۱۰   | نیکولای ریژکوف (زاده ۱۹۲۹)  | | ۲۷ سپتامبر ۱۹۸۵ – ۱۴ ژانویه ۱۹۹۱ | ۱۹۸۹                   | دولت اول و دوم ریژکوف    | ۵ سال و ۱۰۹ روز  |
| ۱۰   | نیکولای ریژکوف (زاده ۱۹۲۹)  | ریژکوف از تلاش گورباچف برای احیای و بازسازی اقتصاد شوروی از طریق برنامه‌ریزی غیر متمرکز و معرفی فناوری جدید حمایت کرد. با این همه، او در برابر تلاش‌های بعدی گورباچف برای معرفی مکانیسم‌های بازار به اقتصاد شوروی مقاومت کرد. وی با انحلال ریاست شورای وزیران مجبور به استعفا شد.       |                                  |                        |                          |                  |
| ۱۱   | والنتین پاولوف (۱۹۳۷–۲۰۰۳)  | | ۱۴ ژانویه ۱۹۹۱ – ۲۲ اوت ۱۹۹۱     | —                      | دولت اول پاولوف          | ۲۲۶ روز          |
| ۱۱   | والنتین پاولوف (۱۹۳۷–۲۰۰۳)  | پاولوف به‌عنوان یک کاندیدای سازشی به نخست‌وزیری انتخاب شد. او اصلاحات پولی بسیار ناموفقی را انجام داد که با شکست مواجه شد و او را به عضویت در کمیته دولتی وضعیت اضطراری سوق داد. کمیته دولتی تلاش کرد تا گورباچف را در ۱۹ اوت برکنار کند. با فروپاشی کودتا، پاولوف در ۲۹ اوت دستگیر شد |                                  |                        |                          |                  |
| ۱۲   | ایوان سیلایف (۱۹۳۰–۲۰۲۳)    | | ۶ سپتامبر ۱۹۹۱ – ۲۶ دسامبر ۱۹۹۱  | —                      | دولت اول سیلایف          | ۱۱۹ روز          |
| ۱۲   | ایوان سیلایف (۱۹۳۰–۲۰۲۳)    | پس از کودتای اوت ۱۹۹۱، دولت شوروی اعمال قدرت خود را بر جمهوری‌ها از دست داد. سیلایف به همراه گورباچف نتوانست دولت‌های شوروی را در کنار هم نگه دارد که در نهایت منجر به نابودی آن شد.                                                                                                   |                                  |                        |                          |                  |